# 영주 희방사 동종
희방사동종(喜方寺銅鐘)은 대한민국 경상북도 영주시 풍기읍 수철리 희방사에 있는 범종이다.

## 개요
조선 영조 18년(1742)에 주조된 것으로, 머리부분이 둥글고 아래로 가면서 살짝 벌어지는 형태의 종이다.
종을 거는 고리는 2마리의 용으로 되어 있으며, 몸통은 가운데 2줄의 띠를 둘러 2부분으로 나누고 있다. 위쪽 어깨부분에는 범자를 새겨 둘렀으며, 아래에는 4군데에 유곽을 배치하고 그 사이에 보살입상을 두었다. 몸통 아랫부분에 명문이 새겨 있으며, 입구에서 조금 올라간 부분에는 꽃무늬와 덩굴무늬로 띠를 둘렀다.
이 동종은 전통적인 수법에 외래 요소인 쌍룡의 고리와 띠 장식이 가미된, 조선 후기 범종의 한 유형인 혼합 형식의 종으로 비교적 안정감이 있는 범종이다.

## 참고 문헌
- 희방사동종 - 국가유산청 국가유산포털